# متلازمة الحذف 9q34
متلازمة الحذف الجزئي- 9q34 هي اختلال جيني نادر. يرتبط الحذف النهائي للكروموسوم بحالة نقص التوترالعضلي في مرحلة الطفولة، وملامح وجه مميزة وإعاقة في النمو. تشمل ملامح الوجه الموصوفة عادةً حاجبين مقوسين ومحيط الرأس الصغير ونقص تنسج منتصف الوجه والفك البارز والشفة السفلية المتعفنة. غالبًا ما يعاني الأفراد المصابون بهذا المرض من إعاقات في الكلام، مثل تأخر الكلام. يوجد خصائص أخرى لهذا المرض منها:الصرع، العيوب الخلقية والتناسلية، صغر الرأس، البدانة، الاضطرابات النفسية. من تحليل نهايات الكروموسومات، وكذلك التسلسل الجيني في حالات مذكورة، قام كليڤسترا وزملاؤه بتحديد جين EHMT1 باعتباره الجين المسبب. هذا الجين مسؤول عن إنتاج هستون ميثيل ترانسفيراز والذي وظيفته تغيير الهستونات. في نهاية المطاف، تكمن أهمية هستون ميثيل ترانسفيرازات في تعطيل بعض الجينات اللازمة للنمو والتكور المناسبين. علاوة على ذلك، يمكن أن يؤدي الخطأ في تسلسل شيفرة EHMT1 أو التداخل أو الانزياح إلى هذه الحالة في الفرد.على الرغم من الأعراض المرافقة لكليفسترا، هناك معلومات ضعيفة عن مدى فتك كليفسترا. معظم الحالات الموثقة كانت من البداية مع استثناء لحالة واحدة تتعلق بعوامل وراثية. مع ذلك بعض الحالات قد تنتج نتيجة انتقال الكروموسومات. في الحالة المستثناة نقلت الأم الطفرة الموضعية EHMT1 إلى طفلها كونها حاملة لهذا الخلل الجيي.

## العلامات والأعراض
الأعراض الجسدية
- ضعف وخلل في القلب
- علامات مرض التوحد
- عيوب في الأعضاء التناسلية عند الذكور
- نقص التوتر للاطفال
- التهابات في الجهاز التنفسي
- تأخر الحركة
- عيوب في الكلى

الأعراض السلوكية
- سلبي غير فعال
- حسن المعاشرة
- العدوانية
- الضرب أوالعض
- المزاجية
- كره التغيرات الروتينية[3][4]

## علم الوراثة
على الرغم من التأثيرات المصاحبة لـكليفسترا ، إلا أن هناك معلومات غير جوهرية فيما يتعلق بمدى قوة فتك كليفسترا. معظم الحالات الموثقة من جديد بإستثناء حالة واحدة بسبب عوامل وراثية ؛ ومع ذلك ، قد تكون بعض الحالات نتيجة لإنتقال الكروموسومات. في حالة الإستثناء ، تنقل الأم طفرة EHMT1 إلى طفلها لأنها كانت حاملة لهذا العيب الجيني. وفقا لميتر وآخرون عام (2012) ، النمط الظاهري للأم من NM_024757.4: c.2712 + 1G> A الطفرة الفسيفسائية في أنسجة معينة. أدت هذه الطفرة إلى تجاهل إكسون 18على جين EHMT1 ، بدلاً من إزالته من خلال جسم موصول . ومع ذلك ، في نسخة أخرى ، تم وضع إنترون بين إكسون 18 و 19 من جين EHMT1. تم نقل مزيج إدخال الإنترون والفسيفساء من الأم إلى الطفل ، مما أدى إلى التسبب في المرض.[5]
في الماضي ، أظهرت الأبحاث أن تقشف المرض كان متناسبًا بشكل مباشر مع عدد عمليات حذف EHMT1 السائدة في الفرد. كلما زادت عمليات الحذف ، زادت خطورة الحالة. ومع ذلك ، في الدراسات الحديثة ، تحدث متلازمة حذف
9q34 عندما يكون الجين EHMT1 لا يعمل ، على عكس الحذف الصارم.[6]

## التشخيص
يتم إجراء الاختبارات إما عند الولادة أو لاحقًا في مرحلة الطفولة المبكرة عن طريق: التهجين في الموقع الفلوري (FISH)، وتضخيم المسبار المعتمد على الربط المتعدد (MLPA)، ومجموعة التهجين الجيني المقارن (aCGH) ، وتسلسلEHMT1.
FISH هو اختبار فحص يستخدم مجسات متعددة الألوان أو تهجين جينومي مقارن للعثور على أي اختلالات في الكروموسومات في الجينوم. يمكن استخدامه لرسم خرائط الجينات ، واكتشاف اختلال الصيغة الصبغية ، وتحديد الأورام وما إلى ذلك. تتصل المجسات متعددة الألوان بجزء معين من الحمض النووي. MLPA هو اختبار يبحث عن أرقام تغيير نسخ الحمض النووي ويسجلها من خلال استخدام تفاعل البوليميراز المتسلسل. يمكن استخدام MLPA للكشف عن الأورام الموجودة في الخلايا الدبقية للدماغ ، بالإضافة إلى تشوهات الكروموسومات. يتتبع التهجين الجيني المقارن القائم على المصفوفة (aCGH) عمليات حذف الكروموسوم و / أو التضخيم باستخدام الأصباغ الفلورية على التسلسل الجيني لعينات الحمض النووي. يتم بعد ذلك وضع عينات الحمض النووي (التي يبلغ طولها 25-80 زوجًا قاعديًا) على شرائح ليتم ملاحظتها تحت المجهر. أخيرًا ، تسلسل EHMT1 هو عملية يتم فيها إزالة خيط واحد من الحمض النووي من جين EHMT1، وإضافة بوليميريز الحمض النووي من أجل تخليق الخيوط التكميلية. وهذا بدوره يسمح للعلماء برسم تسلسل الحمض النووي للشخص مما يسمح بالتشخيص.

## العلاج
يتم التعامل مع المظاهر الفردية من قبل فريق متعدد التخصصات.

## علم الأوبئة
تؤثر متلازمة كليفسترا على الذكور والإناث بشكل متساوٍ وحوالي 75٪ من جميع الحالات الموثقة ناتجة عن اضطرابات Eu-HMTase1 في حين أن 25٪ فقط ناتجة عن عمليات حذف 9q34.3. لا توجد إحصاءات حول تأثير المرض على متوسط العمر المتوقع بسبب نقص المعلومات المتاحة.

## التاريخ
متلازمة كليفسترا هي حالة جديدة لم يُعرف عنها سوى لبضع سنوات وكان هناك أقل من 200 حالة تم الإبلاغ عنها. بسبب عدم وجود حالات في جميع أنحاء العالم ، فإن التاريخ وراء نشأة المرض غير واضح.

## الأبحاث
أجرت دراسة نشرتها المجلة الأمريكية للوراثة البشرية تحليل طفرة EHMT1 على 23 مريضًا أظهروا أعراض متلازمة حذف 9q34. المرضى جميعهم متنوعون في العمر. ومع ذلك ، فيما يتعلق بجميع التحليلات ، ركزت البيانات السريرية على خمسة مرضى ، معظمهم من الأطفال. أصيب أول مريض بالصرع في مرحلة مبكرة من الطفولة ، وكان يعاني من مشاكل في النطق بعد سن الثامنة. كان يعاني من نقص تنسج الدم وكانت ملامح وجهه بارزة كالشفاه والفم. لم يكن لدى المريضة الثانية أي أثر للقلس التاجي (MR) في تاريخ عائلتها ، ولكنها كانت تعاني من نقص ضغط الدم بشكل طفيف. كان المريض الثالث هو الأكبر سنًا بعمر 36 عامًا والذي بدأ المشي في سن الثلاثة اكتسب وزناً فيما بعد في الحادية عشرة من عمره أصيب بالصرع في أواخر العشرينات من عمره. كان المريض الرابع يعاني من مشاكل مرتبطة بتناول الطعام في طفولته وتم تشخيصه بتباطؤ النمو. كان المريض الخامس يعاني من مشاكل سلوكية وعانى من الرنين المغناطيسي بالإضافة إلى زيادة الوزن. اكتشف علماء الوراثة ثلاث طفرات جديدة في جين EHMT1. الأول كان حذفًا بينيًا ، بينما كان الثاني والثالث عبارة عن هراء وتغيير إطار. دعمت النتائج التي توصلوا إليها فكرة أن اضطراب جين EHMT1 يساهم في التسبب في متلازمة كليفسترا.
في دراسة أخرى نشرتها مجلة Journal of Medical Genetics ، تم استخراج الحمض النووي من أربعين مريضًا وإخضاعهم لتسلسل MLPA أو FISH أو EHMT1. تم تقسيم الأربعين مريضا إلى مجموعتين: مجموعة واحدة من 16 مريضا مع حذف 9q34 ، ومجموعة واحدة من 24 مريضا مع نتائج FISH / MPLA النموذجية. قام علماء الوراثة بفحص كيفية تأثير الطفرة الخاطئة على وظيفة الحمض النووي من خلال النظر في نماذج الحمض النووي. بعد ذلك ، قاموا بفحص الحمض النووي لكل شخص باستخدام واحد من ثلاثة اختبارات ، وأظهرت نتائج المجموعة الأولى أن ستة مرضى لديهم نفس الحذف من نفس الحجم (700 كيلو بايت). في المجموعة الثانية ، بعد إجراء تسلسل EHMT1 ، تم اكتشاف ستة طفرات داخل الجين. استنتج العلماء الذين حققوا في هذه التجربة أن هذه الطفرات قد تكون عوامل معدية للمرض. أخيرًا ، تم تضمين الأعراض السلوكية والجسدية والنفسية للمرضى في مخطط البيانات.

## روابط خارجية
- موقع ويب مرجع الوراثة الرئيسية
- KleefstraSyndrome.org
- خريطة متلازمة كليفسترا العالمية